# Futbol'nyj Klub Tambov
Il Futbol'nyj Klub Tambov (in russo футбольный клуб Тамбов?) è stata una società di calcio dell'omonima città, in Russia.

## Storia
Il club fu fondato nel 2013 in sostituzione della defunta squadra del Spartak Tambov, prendendone il posto nella terza serie russa; nella stagione di esordio, la 2013-2014 fu decima nel Girone Centro.
Nella stagione 2015-2016, al terzo anno di attività, la squadra ottenne la promozione in PFN Ligi, seconda serie russa, grazie alla vittoria del Girone Centro. Nell'annata successiva, quella di esordio in seconda serie concluse al quinto posto, sfiorando l'accesso ai play-off per la promozione in Prem'er-Liga: all'ultima giornata non andò oltre il 2-2 esterno nello scontro diretto con lo SKA-Chabarovsk, mancando la vittoria che le avrebbe consentito di arrivare quarta. La qualificazione ai play-off fu centrata nella stagione successiva, grazie al quarto posto posto finale, cui seguì però la sconfitta contro l'Amkar Perm', contro cui il Tambov perse sia la gara di andata che quella di ritorno.
Dopo due annate concluse con l'accesso ai play-off e la mancata promozione, nella stagione 2018-2019 la squadra vinse il campionato e ha ottenuto per la prima volta la promozione in Prem'er-Liga. Alla prima stagione in massima serie arrivò terz'ultima ottenendo una sofferta salvezza, giunta grazie alla migliore classifica avulsa nei confronti Kryl'ja Sovetov Samara, nonché per l'annullamento degli spareggi promozione/retrocessione a causa della Pandemia di COVID-19. Nella stagione seguente, invece, la squadra finì ultima, retrocedendo. Il 19 maggio 2021, il direttore generale del club Olga Konovalova ha annunciato che tutti i contratti dello staff tecnico e di tutti i giocatori sono stati risolti, e che il club andrà in bancarotta e sarà sciolto.

## Allenatori e presidenti
- 2013-2014  Sergej Pervušin (lug.-ott.)
 Sergéj Aleksándrovīč Rerednjá (ott-giu)
- 2014-2015  Sergéj Aleksándrovīč Rerednjá
- 2015-2016  Valerij Esipov
- 2016-2017  Valerij Esipov (lug.-ago.)
 Aleksandr Malin  (ago.-ott.)
 Andrej Talalaev (ott.-giu.)
- 2017-2018  Andrej Talalaev
- 2018-2019  Murát Salímovič Iskákov (lug.-apr.)
 Aleksándr Vitál'evič Grigorján (apr.-giu.)
- 2019-2020  Aleksándr Vitál'evič Grigorján (lug.-ott.)
 Sergej Pervušin (ott.-giu.)
- 2020-2021  Sergej Pervušin

## Palmarès

### Competizioni nazionali
- Pervenstvo Futbol'noj Nacional'noj Ligi: 1

2018-2019

## Statistiche e record

### Partecipazione ai campionati
| Livello | Categoria    | Partecipazioni | Debutto   | Ultima stagione | Totale |
| ------- | ------------ | -------------- | --------- | --------------- | ------ |
| 1º      | Prem'er-Liga | 2              | 2019-2020 | 2020-2021       | 2      |
| 2º      | PFN Ligi     | 3              | 2016-2017 | 2018-2019       | 3      |
| 3º      | PPF Ligi     | 3              | 2013-2014 | 2015-2016       | 3      |